# WBMP
무선 애플리케이션 프로토콜 비트맵 형식(영어: Wireless Application Protocol Bitmap)은 모바일 컴퓨팅에 최적화된 모노크롬 그래픽 파일 형식이다.